# Два билета в Индию
«Два билета в Индию» — советский рисованный мультипликационный фильм Романа Качанова 1985 года по мотивам одноимённой повести Кира Булычёва.

## Сюжет
Учёные с планеты Геда летят в Индию на симпозиум по охране животных Галактики. Из-за мухи в экране космического корабля перед последним витком вокруг Земли происходит экстренное катапультирование профессора Транкверри. Он оказывается в пионерском лагере под Москвой, имея облик тигра. В Индию ему одному не добраться, так как он отличается от обычного тигра только лишь тем, что умеет говорить. В этом пионерском лагере как раз находятся два пионера — Юля Грибкова и Дима Семёнов, которые решают помочь профессору. Но как переправить его в таком виде в Индию? За помощью они обращаются к Юлиной бабушке Вере Грибковой, которая, в свою очередь, звонит и зовёт на помощь своего друга детства Николая Яснова — ныне укротителя диких животных в цирке. Цирк как раз должен уехать на гастроли в Индию, и поэтому укротитель соглашается взять Транкверри с собой…

## Создатели
- Автор сценария — Кир Булычёв
- Кинорежиссёр — Роман Качанов
- Художники-постановщики: Елена Боголюбова, Ольга Боголюбова
- Кинооператор — Кабул Расулов
- Композитор — Юрий Саульский
- Звукооператор — Владимир Кутузов
- Художники-мультипликаторы: Анатолий Абаренов, Антонина Алёшина, Марина Восканьянц, Иосиф Куроян, Александр Панов, Марина Рогова
- Ассистент режиссёра — Татьяна Лытко
- Художники: Виктория Макина, Алексей Шелманов
- Монтажёр — Елена Белявская
- Редактор — Наталия Абрамова
- Роли озвучивали:
  - Юрий Андреев — пионервожатый
  - Мария Виноградова — Димка
  - Юрий Волынцев — дрессировщик
  - Ольга Громова — Юлька
  - Нина Зорская — бабушка
  - Александр Кайдановский — Коссум
  - Рогволд Суховерко — Транкверри
  - Владимир Ферапонтов — шофёр (вокал)
  - Виктор Филиппов — участковый милиционер
- Директор съёмочной группы — Лилиана Монахова

## Отзывы
По мнению самого Кира Булычёва, мультфильм получился менее удачным, чем «Тайна Третьей планеты», где Качанов также выступал режиссёром. Возможно, потому, что художникам «Двух билетов…» не удалось создать таких же ярких героев, какими были Алиса, Зелёный, Громозека из «Тайны Третьей планеты».
С Булычёвым соглашаются критики журнала «Мир фантастики»: «Второго такого же шедевра не получилось. Да и не могло. <…> «Тайна третьей планеты» была прорывом, а эта экранизация — обычной советской мультсказкой про пионеров и говорящих зверей, которую помнят в основном из-за предыдущего успеха её создателей».

## Отличия от книги
- Одноклассника Юли в книге зовут Фима Королёв. Они являются персонажами повести «Сто лет тому вперёд» из цикла об Алисе Селезнёвой и её экранизации — «Гостья из будущего». Мучитель животных Семёнов в книге — отдельный персонаж.
- Второй инопланетный учёный в книге носит имя Кен и маскируется под питона, а не снежного человека, и попадает на территорию лагеря вместе с Транкверри.
- Целью визита пришельцев в книге является розыск упавшего на территории Индии космического корабля с грузом галактических музейных ценностей.
- Бабушку Юли в книге зовут Мария Михайловна. Это имя и отчество матери И. В. Можейко — М. М. Булычёвой.